# Anomala heterocostata
Anomala heterocostata är en skalbaggsart som beskrevs av Heller 1898. Anomala heterocostata ingår i släktet Anomala och familjen Rutelidae. Inga underarter finns listade i Catalogue of Life.